# Stefanos Streit

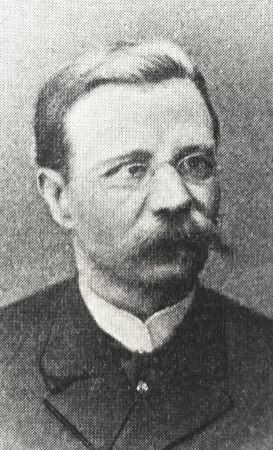
Stefanos Streit

Stefanos Streit (griechisch Στέφανος Στρέιτ, * 6. April 1837 in Patras; † 13. April 1920 in Athen) war ein griechischer Jurist und Politiker und Hochschullehrer. Streit stammt aus einem Fränkisch-Sächsischen Adelsgeschlecht. Sein Vater war Johannes Alexander Freiherr von Streit, der mit Prinz Otto nach Griechenland gekommen war.

## Leben

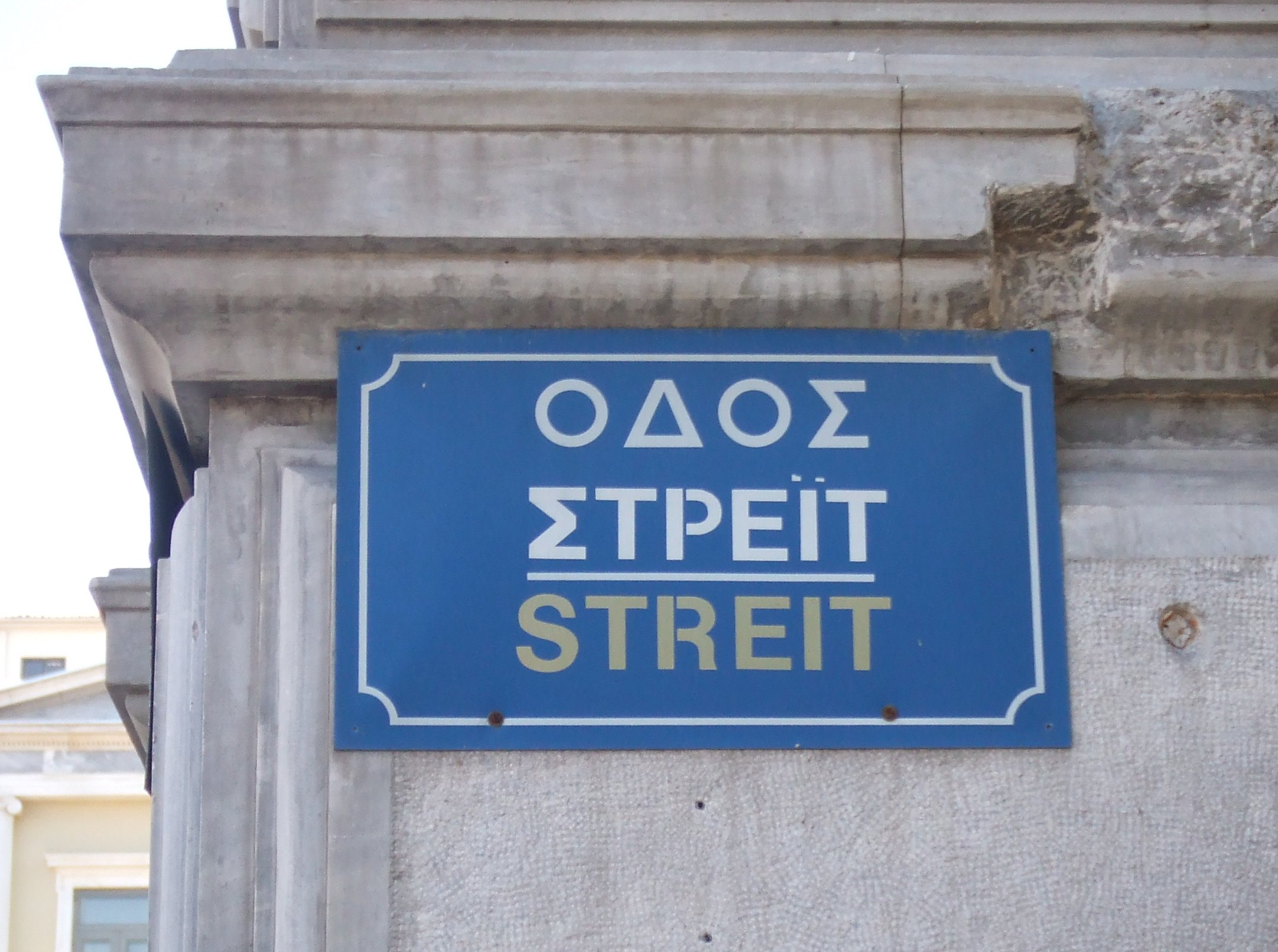
Das Straßenschild der nach Streit benannten Odos (Stefanou) Streit in Athen.

Stefanos Streit wurde am 6. April 1837 in Patras geboren. Er studierte Rechtswissenschaften in Athen und in Deutschland und begann seine Laufbahn auch als Jurist. Zunächst diente er als Berufungsrichter und als Richter. 1865 trat er von seinem Amt zurück und arbeitete als Anwalt in Patras bis 1872. In diesem Jahr wurde er zum Direktor der National Bank of Greece in Lamia bestellt. 1889 erfolgte seine Berufung als Subdirektor und später National-Direktor. In dieser Position blieb er bis 1911. Gleichzeitig begann er seine Universitäts-Karriere. 1875 wurde er Dozent für Verfassungs- und Völkerrecht. 1876 außerordentlicher und 1879 ordentlicher Professor der juristischen Fakultät. 1897 wurde er schließlich Finanzminister in der Regierung von Alexandros Zaimis.

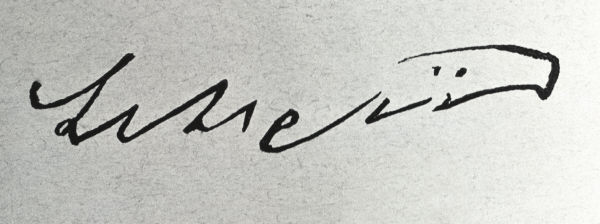
Unterschrift

Er verstarb am 13. April 1920 in Athen. Verheiratet war er mit Viktoria Londou (gr. Βικτωρία Λόντου), der Tochter von Andreas Ch. Londos, dem ehemaligen Bürgermeister von Patras. Mit ihr hatte er einen Sohn: Georgios Streit (griechisch Γεώργιος Στρέιτ).